# Aechmea wuelfinghoffii
Espèce
Classification phylogénétique
Statut de conservation UICN

 VU B1ab(iii) : Vulnérable
Aechmea wuelfinghoffii est une espèce de plante de la famille des Bromeliaceae, endémique d'Équateur et décrite en 1998.

## Distribution
L'espèce est endémique d'Équateur.

## Description
Selon la classification de Raunkier, l'espèce est épiphyte.

## Galerie

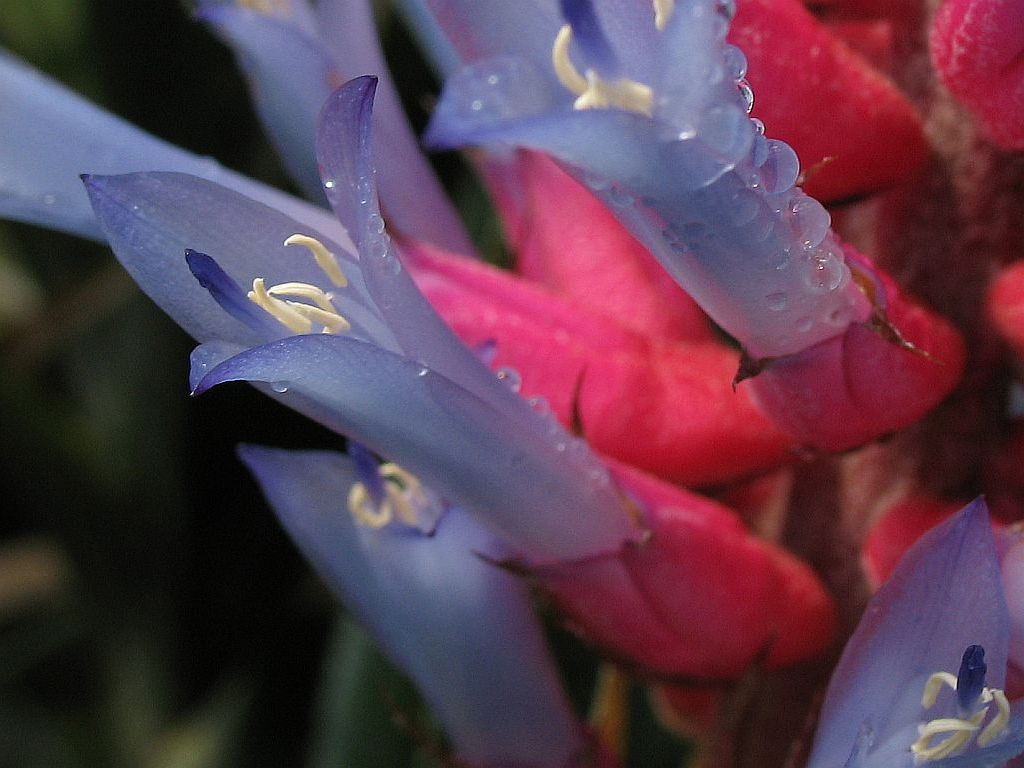
Détail des fleurs